# Sóseki Nacume

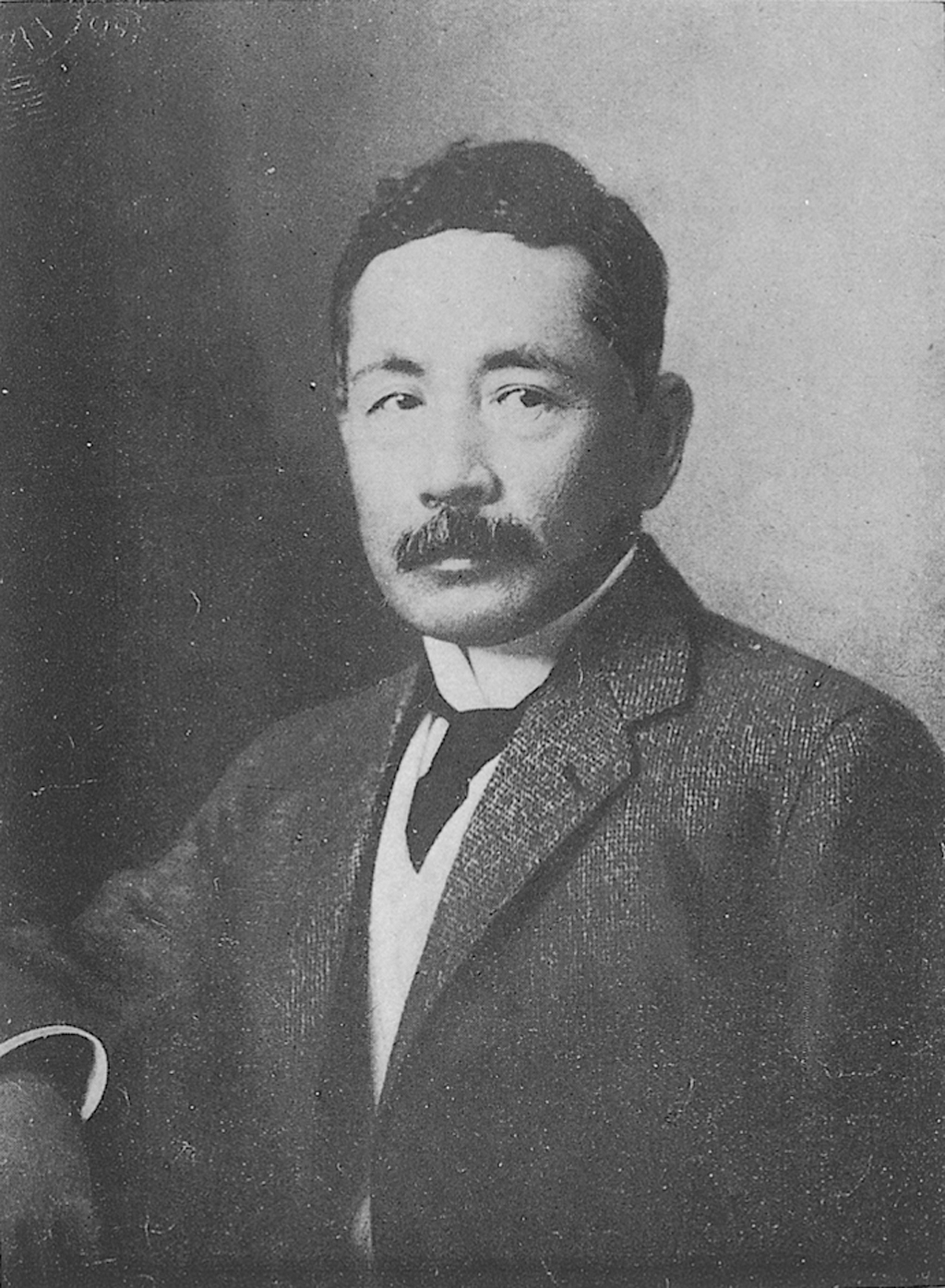
Sóseki Nacume

Sóseki Nacume (夏目漱石, 9. února 1867 Edo – 9. prosince 1916 Tokio), vlastním jménem Kinnosuke Nacume, 夏目金之助) je jedním z nejznámějších a nejvýznamnějších japonských spisovatelů období Meidži (1868–1912). Kromě románové tvorby se taktéž věnoval japonské poezii haiku, čínské poezii a rovněž teoretickým spisům o literatuře.

## Raná léta
Sóseki se narodil v Edu, ještě než se přejmenovalo na Tokio. Jelikož však jeho rodiče byli již v pokročilém věku a sám měl sedm starších sourozenců, byl záhy dán na výchovu do pěstounské rodiny. To mělo za následek Sósekiho pozdější podezřívavost a nedůvěru k lidem, jež se objevovala i u postav z jeho děl.
V devíti letech se vrátil zpět k rodině a bylo mu umožněno vzdělání nejdříve v Kumamotu na ostrově Kjúšú a později v samotném Tokiu. Vyznal se v japonské, čínské i západní literatuře.
Zpočátku se zajímal zvláště o čínskou literaturu, později se však na Tokijské císařské univerzitě věnoval literatuře anglické. Byl jedním z prvních, který tento obor absolvoval, a později angličtinu sám vyučoval na školách na Šikoku a na Kjúšú. Během stěhování z místa na místo se setkal s Kjóko Nakane, s kterou se roku 1896 oženil. Celou dobu však toužil po pozici na Tokijské univerzitě, takže když mu japonské ministerstvo školství nabídlo dvouletý stipendijní pobyt v Anglii, který by mu ono místo zajistil, souhlasil.

## Studium v Londýně
V roce 1910 dorazil do Londýna, kde se na tamější univerzitě měl věnovat anglické literatuře. Přesto však po pouhých dvou měsících přestal chodit na přednášky, jelikož mu jejich obsah až příliš připomínal obdobné přednášky v Japonsku. Místo toho si našel soukromého učitele, odborníka na Shakespearovo dílo, Williama J. Craiga. Sóseki však převážně zůstával doma, kde se věnoval četbě anglické literatury, kterou si pořizoval za své skromné stipendium na úkor jídla či společenského života. Navíc ještě musel posílat peníze své ženě a nedávno narozené dceři, takže byl nakonec kvůli své tíživé finanční situaci přinucen se neustále stěhovat a během těchto dvou let vystřídal hned 5 pronájmů.
Tento samotářský způsob života a Sósekiho vrozená podezřívavost vůči lidem vedly ke zhoršení jeho duševního zdraví a paranoie. Ta hrstka přátel, které v Londýně měl, se snažila Sósekimu pomoct, například i tím, že ho nutili vycházet ven a být společenštější.
Zpráva o jeho mentálním stavu se brzy dostala i na japonské ministerstvo, naštěstí se však Sóseki nedlouho poté vrátil domů do Japonska. Tam nastoupil na místo profesora anglické literatury na Tokijské univerzitě, kde vystřídal Lafcadia Hearna. Sám Sóseki tyto dva roky popisoval jako nejhorší v jeho životě a Londýn a jeho obyvatele nesnášel, nicméně jeho pobyt zde ho značně ovlivnil jak v životě, tak v jeho tvorbě.

## Kariéra spisovatele
Sóseki začal svou spisovatelskou dráhu jak autor básní haiku a črt, které publikoval v časopise Kukačka (Hototogisu) vedeném jeho přítelem Šikim Masaokou. Mezi ně patří třeba črty „Dopis z Londýna“ či „Bicyklový deník“, obě zaměřené na jeho pobyt v Londýně. První román Jsem kočka (Wagahai wa neko de aru) napsal až v roce 1905 na popud Kjošiho Takahamy, pokračovatele po Masaokovi, v jehož časopise Kukačka vycházel na pokračování. Jde o satiru na tehdejší japonskou společnost viděnou očima bezejmenného kocoura. Román se ihned setkal s obrovským úspěchem a vyústil v napsání dalších románů jako Chlapeček (Boččan), který byl inspirován Sósekiho pobytem na Šikoku, lyrický román Polštář z trávy (Kusamakura) či Dvěstědesátý den (Nihjaku-tóka). Jeho akademická kariéra zase vedla k teoretickému spisu Pojednání o literatuře (Bungaku ron).

### Spolupráce sAsahi šimbun
V roce 1907 přijal nabídku novin Asahi, odešel z univerzity a stal se profesionálním spisovatelem a autorem literárních článků. Asahi šimbun mu jako jediné noviny dokázaly poskytnout čas i podporu pro psaní románů, které pak v tomto deníku exkluzivně vycházely. V téhle době si Sóseki prošel svou experimentální fází, která vyústila v romány Horník (Kōfu) či Deset snů (Jume džúja), ale později se vrátil k původním prověřeným postupům v trilogii Sanširó, A potom (Sorekara) a Brána (Mon).

### Onemocnění a pozdní tvorba
V polovině roku 1910 se u Sósekiho projevily žaludeční vředy, kvůli nimž byl hospitalizován a které téměř vedly k jeho smrti. Přestože byl na začátku následujícího roku propuštěn z nemocnice, obtíže u něj pokračovaly a byly i příčinou jeho brzkého úmrtí.
Zároveň měly vliv i na jeho tvorbu, která se z původně optimistické a podporující individualismus posouvá k pesimismu a upřednostňování zájmů společnosti. Z této doby pochází Sósekiho druhá románová trilogie Po jarní rovnodennost a dál (Higan sugi made), inspirovaná úmrtím spisovatelovy páté dcery Hinako, Poutník (Ködžin) a velice úspěšné a nejvíce diskutované Srdce (Kokoro), řešící rozpor mezi zájmy jednotlivce a povinnostmi vůči společnosti. Známým je i Sósekiho proslov Můj individualismus (Watakuši no kodžin šugi) z roku 1914. Poslední román Světlo a temnota (Meian) zůstal nedokončený.

## Témata tvorby a pokračovatelé
Hlavními tématy Sósekiho tvorby byly rozpory mezi zájmy jednotlivce a povinnosti vůči společnosti, mezilidské vztahy, odcizení, život nižších vrstev společnosti, životní rozhodnutí a jeho následky či rychlá westernizace a industrializace pod vlivem Západu.
Mezi Sósekiho pokračovatele patří například Sóhei Morita či Rjúnosuke Akutagawa, oba členové Sósekiho literární společnosti Čtvrteční klub.

## Vybraná bibliografie
- Wagahai wa neko de aru (1905, 吾輩は猫である, Jsem kočka), román, satira na tehdejší japonskou společnost viděnou očima bezejmenného kocoura.
- Rondon tó (1905, 倫敦塔, Londýnský Tower),
- Boččan (1906, 坊っちゃん, Chlapeček), česky jako Botčan, mazlíček staré Kijo, román inspirovaný Sósekiho pobytem na Šikoku, kde působil jako mladý nezkušený učitel v Macujamě, ve kterém s humorem kritizoval maloměstské pokrytectví a zpátečnictví.
- Kusamakura (1906, 草枕, Polštář z trávy), román napsaný ve formě zápisníku z výletu do hor, kde děj (vznikající láska tokijského malíře k záhadné ženě) slouží jako kulisa pro nejrůznější úvahy o filozofii, estetice, způsobu a smyslu života a o umění.
- Nihjaku-tóka (1906, 二百十日, Dvěstědesátý den),
- Nowaki (1907, (野分, Podzimní vítr),
- Gubidžinsó (1907, 虞美人草, Vlčí mák),
- Kōfu (1908, 坑夫, Horník),
- Jume džúja (1908, 夢十夜, Sny deseti nocí), česky jako Deset snů, sbírka poetických próz,
- Sanširó (1908, 三四郎), první díl románové trilogie líčící charakterové a citové zrávání venkovského studenta ve velkoměstě v podmínkách vzájemného prolínání kultury Východu a Západu
- Sorekara (1909, それから, A potom), druhý díl románové trilogie o milostném trojúhelníku, kdy se žena vdá a jednoho ze dvou přátel, kteří ji milují, a pak tajně udržuje milostný vztah z druhým.
- Mon (1910, 門, Brána), závěrečný díl románové trilogie, ve kterém hlavní hrdina trpí výčitkami, že příteli odloudil ženu a marně se snaží najít duševní klid prostřednictvím meditací v zenovém klášteře.
- Higan sugi made (1912, 彼岸過迄, Po jarní rovnodennost a dál),
- Ködžin (1912, 行人, Poutník)
- Kokoro (1914, こころ, Srdce), román zdůrazňující potřebu mravní čistoty v srdci člověka i v mezilidských vztazích.
- Miči kusa (1915, 道草, Tráva u cesty), výrazně autobiografická próza,
- Meian (1916, 明暗, Světlo a temnota), autorův poslední nedokončený román.

## Česká vydání
- Botčan, mazlíček staré Kijo, Pavel Prokop, Praha 1942, přeložil Ladislav Vesecký,
- Deset snů, Československá akademie věd, Praha 1955, přeložila Vlasta Hilská,
- Polštář z trávy, SNKLHU, Praha 1958, přeložila Vlasta Hilská,
- Sanširó, Brody, Praha 1996, přeložila Klára Macúchová.